# Lliga palestina de futbol
La Lliga palestina de futbol és la màxima competició futbolística de l'estat de Palestina.
Ja des dels anys vint del segle xx, sota el mandat britànic de Palestina, es disputaven diverses lligues a la regió, en les quals participaven principalment equips britànics i jueus. No fou fins després de la II Guerra Mundial que es creà la Federació Esportiva Àrab de Palestina (Arab Palestine Sports Federation, APSF), la qual va organitzar el seu primer torneig de futbol entre clubs àrabs de la regió la temporada 1944-45. Abans, els clubs àrabs pertanyien a la PFA (Associació Palestina de Futbol), juntament amb equips britànics, jueus i grecs.
Als anys noranta, amb la creació de l'Autoritat Nacional Palestina, es disputà el campionat palestí en diverses ocasions, però els problemes de comunicació entre la franja de Gaza i Cisjordània han portat a la disputa de dues lligues palestines separades, la Lliga de Cisjordània de futbol i la Lliga de Gaza de futbol.

## Historial
Font:
Campionat APSF
- 1938: Al-Arabi (Jerusalem) venç Al-Qawmi (Jaffa)
- 1944-45: Islamic SC (Jaffa) 2-0 Orthodox Club (Jerusalem)
- 1945-46: Shabab Al-Arab (Haifa) venç Islamic SC (Jaffa)
- 1946-47: Shabab Al-Arab (Haifa) 5-1 Islamic SC (Jaffa)

Campionat de Palestina
- 1996: Khadamat Rafah
- 1997: Markaz Shabab Al-Am'ari
- 1998: Khadamat Rafah
- 1999: desconegut[a]
- 2000: desconegut
- 2001: cancel·lat
- 2002: Al-Aqsa